# St. Maria und Georg (Oberfeldbrecht)

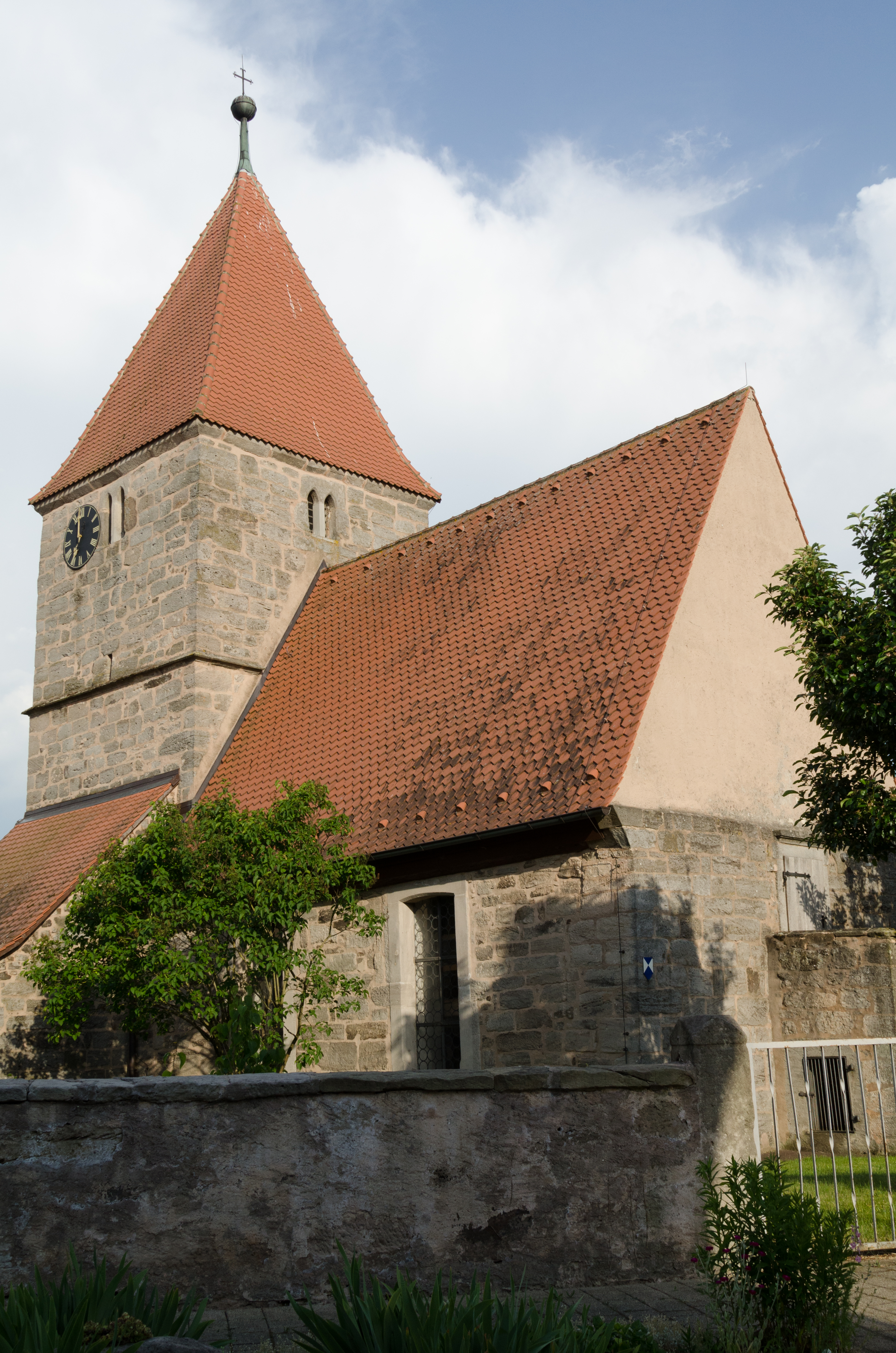
St. Maria und Georg in Oberfeldbrecht

Die denkmalgeschützte, evangelische Filialkirche  St. Maria und Georg steht in Oberfeldbrecht, einem Gemeindeteil des Marktes Neuhof an der Zenn im Landkreis Neustadt an der Aisch-Bad Windsheim (Mittelfranken, Bayern). Die Pfarrkirche ist unter der Denkmalnummer D-5-75-152-27 als Baudenkmal in der Bayerischen Denkmalliste eingetragen. Die Kirche gehört zur Kirchengemeinde Neuhof im Dekanat Neustadt an der Aisch im Kirchenkreis Nürnberg der Evangelisch-Lutherischen Kirche in Bayern.

## Beschreibung
Der mit einem Pyramidendach bedeckte Chorturm wurde im 14. Jahrhundert gebaut. An ihn wurde nach Norden die mit einem Pultdach bedeckte Sakristei und nach Westen das mit einem Satteldach bedeckte Langhaus angebaut. Das oberste Geschoss des Chorturms beherbergt die Turmuhr und den Glockenstuhl. 
Der Innenraum des Chors, d. h. das Erdgeschoss des Chorturms, und der des Langhauses sind jeweils mit einem Tonnengewölbe überspannt. Im Westen des Langhauses wurde eine doppelstöckige Empore eingebaut. Zur Kirchenausstattung gehört ein spätgotischer Flügelaltar, in dessen Schrein sich ein Marienbildnis befindet. Auf den Flügeln sind die heilige Katharina und der heilige Sebastian dargestellt. Die Kanzel wurde in der ersten Hälfte des 17. Jahrhunderts aufgestellt. Das Taufbecken ist frühgotisch.